# El Ribagorzano
El Ribagorzano es el título de un periódico histórico de Aragón fundado por el periodista Marcelino Gambón en Graus (La Ribagorza, España) en septiembre de 1904. El periódico se clausuró en septiembre de 1924 con un número especial sobre su fundación y veinte años de existencia. Desde entonces, fue refundado en tres ocasiones y fue mudando su ideario hasta su edición actual a cargo de la Asociación Lliga Ribagorzana desde 1997.
Pensado originalmente para que tuviera ámbito local y periodicidad anual, se publicó en septiembre cuadrando con las Fiestas patronales de Graus, por lo que el primer número tuvo una repercusión mucho más grande de la esperada ya que cayó en las manos de Joaquín Costa. A Costa le agradó mucho porque cuadraba con sus ideas, y empleó su influencia para darle un empuje al periódico, que acabó teniendo una periodicidad quincenal y su distribución se amplió a toda la provincia.